# 住民基本台帳事務処理要領
住民基本台帳事務処理要領（じゅうみんきほんだいちょうじむしょりようりょう）とは、1967年（昭和42年）10月4日付けで発出された法務省民事局長、厚生省保険局長、社会保険庁年金保険部長、食糧庁長官、自治省行政局長から各都道府県知事あての連名通知（文書番号：法務省民事甲第2671号・保発第39号・庁保発第22号・42食糧業第2668号（需給）・自治振第150号）である。住民基本台帳法及び住民基本台帳法施行令が同年11月10日から施行されることになったことに伴い、住民基本台帳（住民票）及び戸籍の附票等の運用方針や具体的な事務処理、旧住民登録法からの移行に伴う経過措置等を示したものであり、都道府県知事に各管内の市町村及び特別区へその内容の示達、指導を依頼したものである。
住民基本台帳法の施行日以降、この事務処理要領は住民基本台帳及び戸籍の附票の運用等に変更がある毎に改正が行われており、その都度、総務省（旧自治省）から各都道府県へ通知が発出されている。多くの場合は住民基本台帳を所管する総務省（旧自治省）のみからの通知となるが、その改正内容により法務省や厚生労働省（旧厚生省）との連名通知となることもある。
なお、同名の事務処理要領を大阪市でも制定しているが、本項では特に注記のない限り国が制定した事務処理要領について記述する。

## 構成
- 第1 総説（1―6）
  - 1 住民基本台帳制度の運用の方針
  - 2 定義
  - 3 住所の意義および認定
  - 4 世帯の意義および構成
  - 5 戸籍との関係
  - 6 入管法及び入管特例法との関係
- 第2 住民基本台帳（1―6）
  - 1 住民票
  - 2 住民票の記載等の手続
  - 3 住民基本台帳の一部の写しの閲覧
  - 4 住民票の写し等の交付
  - 5 住民票の改製および再製
  - 6 除票簿
- 第3 戸籍の附票（1―5）
  - 1 戸籍の附票
  - 2 戸籍の附票の記載等
  - 3 戸籍の附票の写しの交付
  - 4 戸籍の附票の改製および再製
  - 5 戸籍の附票の除票簿
- 第4 届出（1―4）
  - 1 届出書の様式及び規格
  - 2 届出の受理
  - 3 転出証明書
  - 4 転入届の特例
- 第5 その他（1―10）
  - 1 通知
  - 2 住民票および戸籍の附票等の保管
  - 3 本人確認情報の保存
  - 4 本人確認情報等の利用又は提供
  - 5 本人確認情報の開示、訂正等
  - 6 都道府県知事による勧告等
  - 7 調査
  - 8 選挙管理委員会への協力
  - 9 違反事件の通知
  - 10 住民基本台帳の一部の写しの閲覧及び住民票の写し等の交付並びに戸籍の附票の写しの交付におけるドメスティック・バイオレンス、ストーカー行為等、児童虐待及びこれらに準ずる行為の被害者の保護のための措置
- 第6 法施行に伴う経過措置（1―3）
  - 1 住民票の作成
  - 2 届出
  - 3 転出証明書
- 第7 住民基本台帳の一部を改正する法律（平成21年法律第77号）の施行に伴う経過措置（1―5）
  - 1 仮住民票の住民票への移行
  - 2 仮住民票の作成に伴う複数国籍世帯の日本の国籍を有する者の住民票の記載の修正
  - 3 改正法附則第５条の届出に基づく住民票の記載等の手続
  - 4 在留カード又は特別永住者証明書とみなされている外国人登録証明書
  - 5 外国人住民に関する適用の特例
- 第8 行政手続における特定の個人を識別するための番号の利用等に関する法律の施行に伴う関係法律の整備等に関する法律（平成25年法律第28号）の施行に伴う経過措置
- 第9 情報通信技術の活用による行政手続等に係る関係者の利便性の向上並びに行政運営の簡素化及び効率化を図るための行政手続等における情報通信の技術の利用に関する法律等の一部を改正する法律（令和元年法律第16号）の一部の施行に伴う経過措置（1―4）
  - 1 除票の保存に関する適用の特例
  - 2 除票の写し等の交付に関する適用の特例
  - 3 戸籍の附票の除票の保存に関する適用の特例
  - 4 戸籍の附票の除票の写しの交付に関する適用の特例